# 卡珀伦
卡珀伦（德語：Kappelen，德語發音：[ˈkapələn]）是瑞士伯恩州湖地区的市镇。该市镇面积为10.98平方千米，海拔高度437米，2018年12月31日人口数为1,419。